# Гостинский, Петр Забой
Петр (Петер)-Забой Келльнер-Гостинский (словац. Peter Kellner-Hostinský; 6 января 1823, Гемерска Полома, Австрийская империя — 10 августа 1873, Римавска-Собота, Австро-Венгрия) — словацкий писатель
, поэт, журналист, редактор, историк, общественный деятель, философ. Деятель словацкого национального движения.

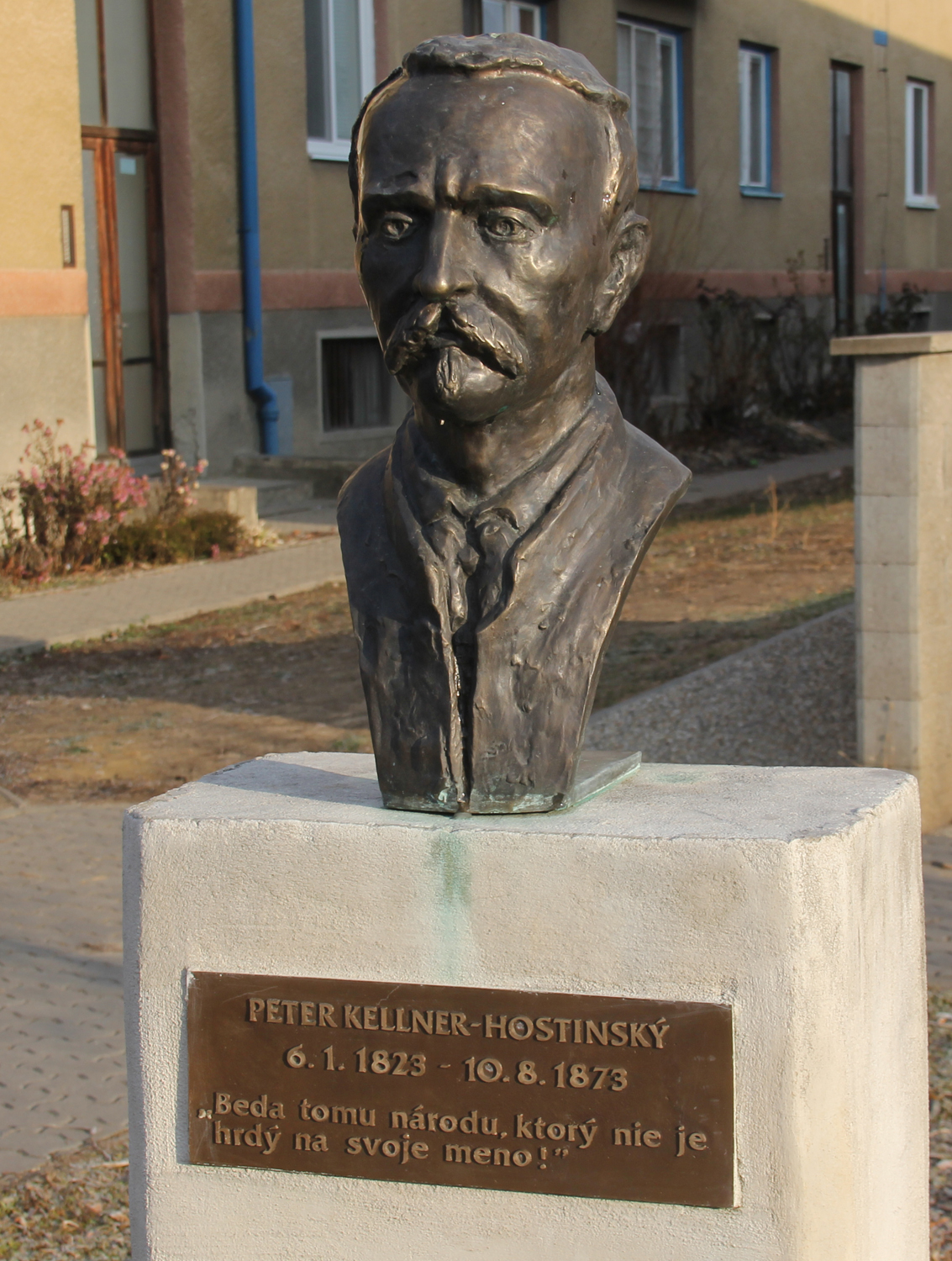
Бюст Келльнера-Гостинского

## Биография
Сын евангелистского священника. Окончил гимназию в Рожняве и Левоче, продолжил обучение в Евангелическом лицее в Пресбурге, где изучал философию и теологию. Ученик и последователь Людовита Штура.
Странствования по родной земле, среди простого народа рано развили в нём любовь к народу как к части великого славянского племени и к народной песне. Все его аллегоричные произведения проникнуты горячей верой в блестящую будущность славянства. Минувшему посвящена его драма, одна из первых по времени и лучших в период возрождения словенской народности: "Svätoslavi čovci" (в журн. "Minerva", 1869).В лице героя этой драмы — младшего из Святославичей, князя Владимира (св., Красное Солнышко) — автор хотел представить идеал славянского витязя-юнака, каким он изображается в народной поэзии. В этой драме Келльнер-Гостинский подражал Гёте ("Фаусту"), в построении пьесы, и Шекспиру ("Гамлет" и "Макбет") — в отношении психологического анализа. Келльнер-Гостинский был одним из первых сотрудников альманаха "Nitra" Гурбана и журнала "Orol Tatranski".
Из произведений Гостинского следует отметить его "Veronauka Slovenska", изложенная на основании древних сказаний и народных поверий (издана в 1872 г.). Гораздо большее значение для словацкой литературы имели его аллегорические стихотворения, отразившие собою патриотические мечты словаков о национальном возрождении. Они печатались в журналах: "Nitra", "Orol", "Letopis Maticy Slovenskej".